# Bence Szirányi
Bence Szirányi (ungarisch Szirányi Bence; * 17. Februar 1988 in Budapest) ist ein ungarischer Eishockeyspieler, der seit 2018 erneut beim DVTK Jegesmedvék unter Vertrag steht und mit dem Klub seit 2021 in der multinationalen Erste Liga spielt.

## Karriere
Bence Szirányi begann seine Karriere in der Jugendabteilung des Újpesti TE in seiner Geburtsstadt Budapest, für den er bereits als 16-Jähriger in der Ungarischen Eishockeyliga debütierte. 2008 wechselte er zu den Budapest Stars, mit denen er 2010 die MOL Liga gewann. 2011 ging er für ein Jahr nach Frankreich, wo er bei den Diables Rouges de Briançon in der Ligue Magnus auf dem Eis stand. Mit den roten Teufeln aus den Cottischen Alpen konnte er in dieser Saison den französischen Ligapokal erringen. Anschließend kehrte er nach Ungarn zurück, wo er zunächst eine Spielzeit beim Miskolci Jegesmedvék JSE in der MOL Liga verbrachte, bevor zu Alba Volán Székesfehérvár wechselte, mit dem er von 2013 bis 2018 in der Österreichischen Eishockey-Liga spielte. Anschließend wechselte er zum DVTK Jegesmedvék, wie sich sein voriger Klub nun nennt, zurück.

### International
Für Ungarn nahm Szirányi im Juniorenbereich an den U18-Weltmeisterschaften 2005 in der Division II und 2006 in der Division I sowie den U20-Weltmeisterschaften 2006, 2008 (jeweils in der Division I) und 2007 (in der Division II) teil. 
Im Seniorenbereich stand er im Aufgebot seines Landes bei den Weltmeisterschaften der Division I 2010, 2013, 2014 und 2015, als den Magyaren sechs Jahre nach dem Abstieg der Wiederaufstieg in die Top-Division gelang. Dabei erzielte Szirányi im abschließenden Spiel gegen den direkten Konkurrenten Polen sechs Sekunden vor Spielende den Siegtreffer zum 2:1, der den Aufstieg endgültig sicherte. Bei der Weltmeisterschaft 2016 spielte er dann in der Top-Division, aus der die Magyaren aber trotz eines 5:2-Erfolges gegen Belarus umgehend wieder abstiegen. So spielte er bei den Weltmeisterschaften 2017 und 2018, 2019 und 2022 wieder in der Division I. Zudem vertrat er seine Farben bei den Olympiaqualifikationen für die Winterspiele 2018 in Pyeongchang und 2022 in Peking.

## Erfolge und Auszeichnungen
- 2005 Aufstieg in die Division I bei der U18-Weltmeisterschaft der Division II, Gruppe B
- 2007 Aufstieg in die Division I bei der U20-Weltmeisterschaft der Division II, Gruppe A
- 2010 Gewinn der MOL Liga mit den Budapest Stars
- 2012 Französischer Ligapokalsieger mit den Diables Rouges de Briançon
- 2015 Aufstieg in die Top-Division bei der Weltmeisterschaft der Division I, Gruppe A
- 2022 Aufstieg in die Top-Division bei der Weltmeisterschaft der Division I, Gruppe A

## Karrierestatistik
(Legende zur Spielerstatistik: Sp oder GP = absolvierte Spiele; T oder G = erzielte Tore; V oder A = erzielte Assists; Pkt oder Pts = erzielte Scorerpunkte; SM oder PIM = erhaltene Strafminuten; +/− = Plus/Minus-Bilanz; PP = erzielte Überzahltore; SH = erzielte Unterzahltore; GW = erzielte Siegtore; 1 Play-downs/Relegation; Kursiv: Statistik nicht vollständig)